# カール・アウグスト・フォン・シュレースヴィヒ＝ホルシュタイン＝ゴットルプ
カール・アウグスト・フォン・シュレースヴィヒ＝ホルシュタイン＝ゴットルプ（Karl August von Schleswig-Holstein-Gottorf, 1706年11月26日 - 1727年5月31日）は、ホルシュタイン＝ゴットルプ家の一族で、リューベック領主司教。クリスティアン・アウグストとバーデン＝ドゥルラハ辺境伯フリードリヒ7世マグヌスの娘アルベルティーネ・フリーデリケの長男。スウェーデン王アドルフ・フレドリク、オルデンブルク公フリードリヒ・アウグスト1世、アンハルト＝ツェルプスト侯クリスティアン・アウグスト妃でロシア女帝エカチェリーナ2世の母ヨハンナ・エリーザベトの兄。

## 生涯
1726年、父の死によりリューベック領主司教の地位を継いだ。ロシア皇帝ピョートル1世の娘エリザヴェータと婚約したが、翌1727年、サンクトペテルブルクで急死。弟のアドルフ・フリードリヒがリューベック領主司教に就任したが、1750年にもう1人の弟フリードリヒ・アウグストに司教位を譲り、1751年にスウェーデン王アドルフ・フレドリクとして即位した。
カール・アウグストの死後もロシア皇室との繋がりは保たれ、従甥のピョートル3世は1762年にエリザヴェータの後を継いでロシア皇帝に即位、ピョートル3世をクーデターで追放したエカチェリーナ2世は姪で妹ヨハンナ・エリーザベトの娘である。
| 先代 クリスティアン・アウグスト | リューベック領主司教 1726年 - 1727年 | 次代 アドルフ・フリードリヒ |